# Georg Ruge
Georg Ruge, född den 19 juni 1852 i Berlin, död den 21 januari 1919, var en tysk anatom.
Ruge, som var professor i anatomi först i Amsterdam och därefter i Zürich, hade varit Gegenbaurs lärjunge och fortsatte utgivandet av den av denne grundlagda, högt ansedda facktidskriften "Morphologisches Jahrbuch" och var författare till ett stort antal, delvis mycket betydelsefulla arbeten särskilt rörande däggdjurens anatomi, till exempel Untersuchungen über die Entwicklungsvorgänge am Brustbein des Menschen (1880), samt flera undersökningar rörande ansiktsmuskulaturen (1886-87) och rörande levern hos Primates (1902-08).